# هنري إتش. إيفانز
هنري إتش. إيفانز هو سياسي أمريكي، ولد في 9 مارس 1836 في تورونتو في كندا، وتوفي في 27 مارس 1917 في أورورا في الولايات المتحدة. نشط حزبياً في الحزب الجمهوري. وقد انتخب عضو مجلس نواب إلينوي ‏.